# 汉口辅仁小学
汉口辅仁小学，为武汉市江汉区的一所小学，建于1919年。建校时原名辅仁第四部，为英国伦敦会捐助；1946年更名为私立灵光小学；1955年迁址于京汉铁路边的滑坡路（即以石块砌筑的斜坡；后改名为武商路）时改名为滑坡路小学，但校名诙谐；2015年改回原名辅仁小学。
2019年，学校庆祝建校一百周年。

## 圖片集

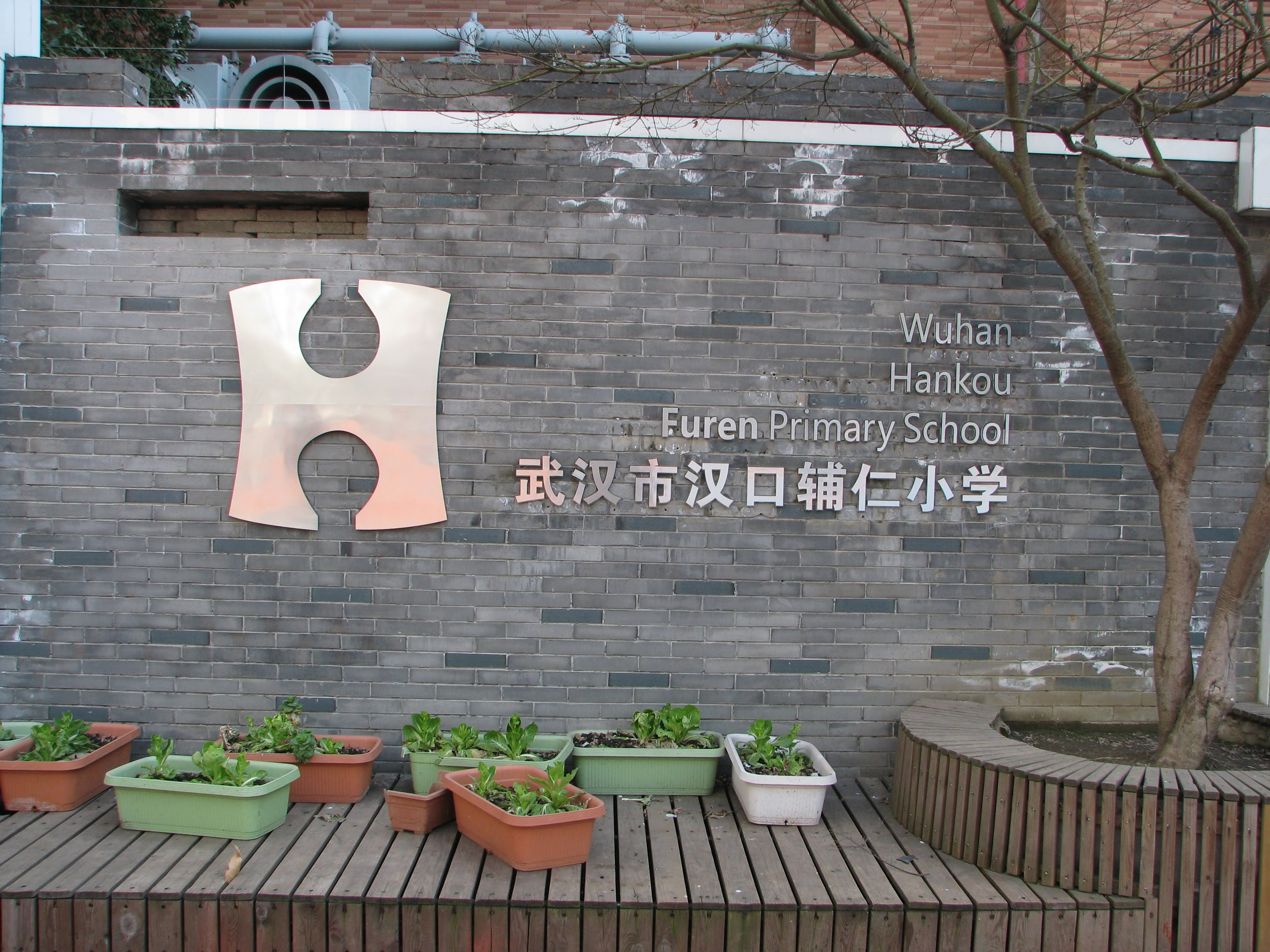
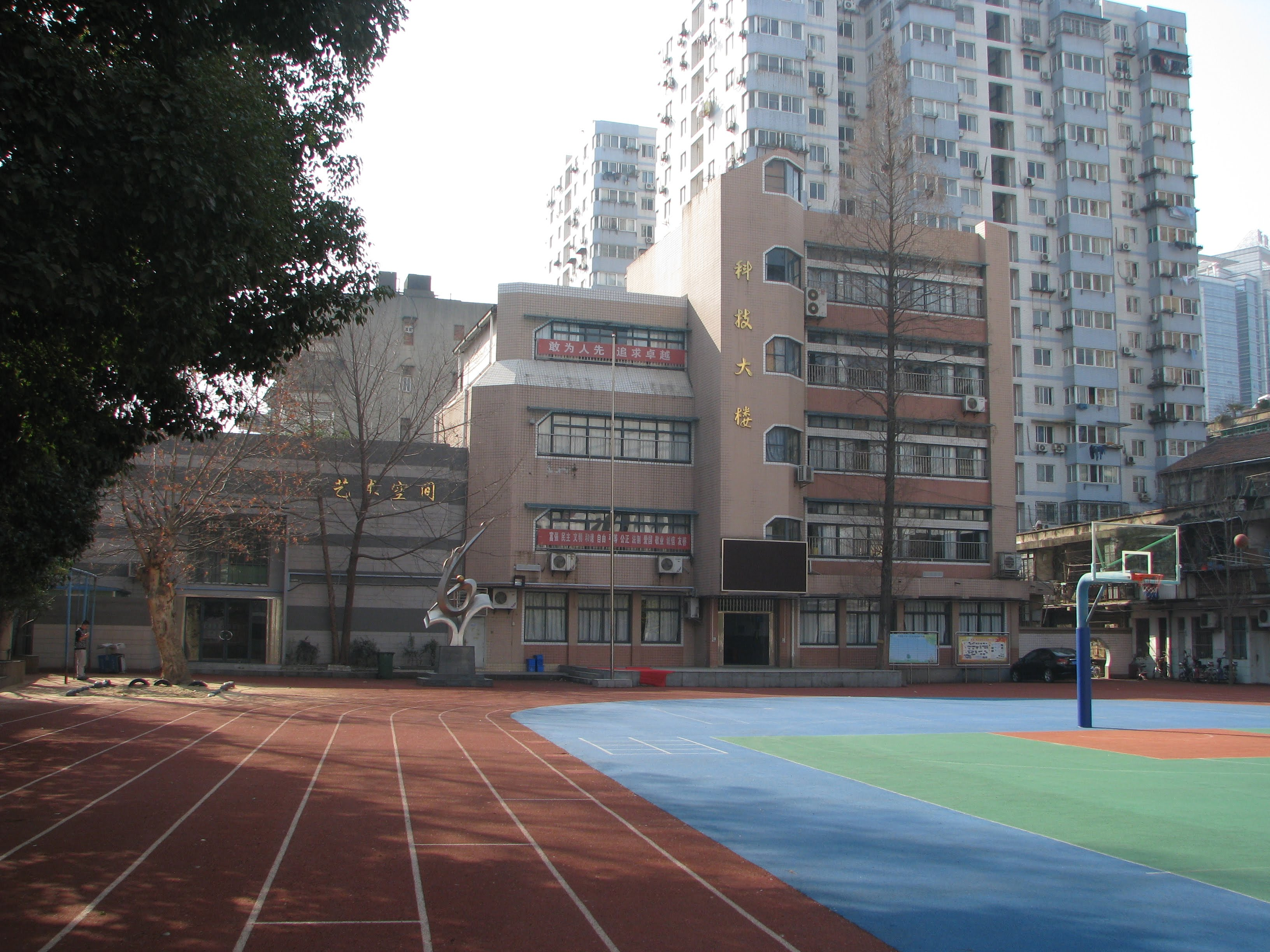
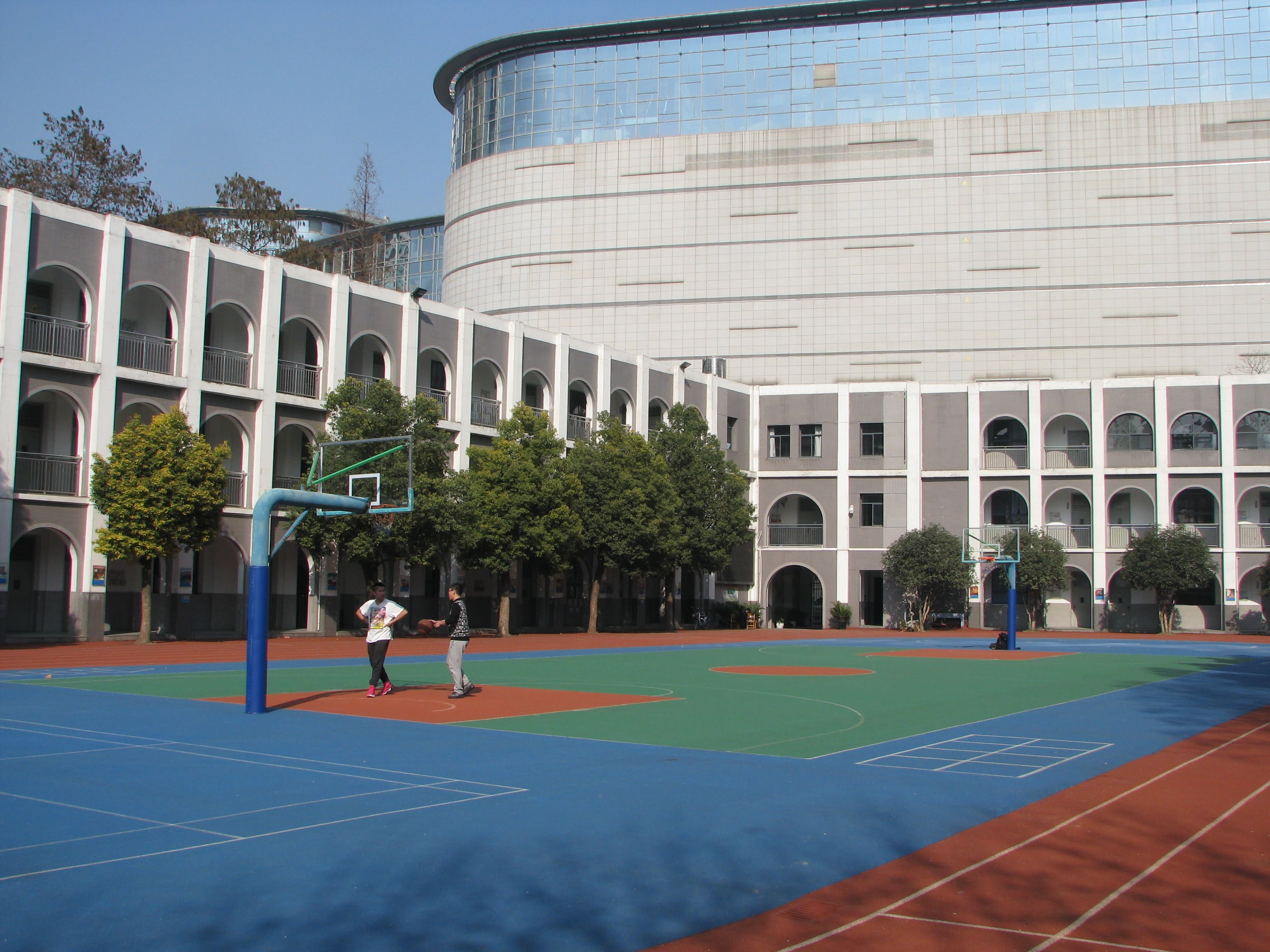
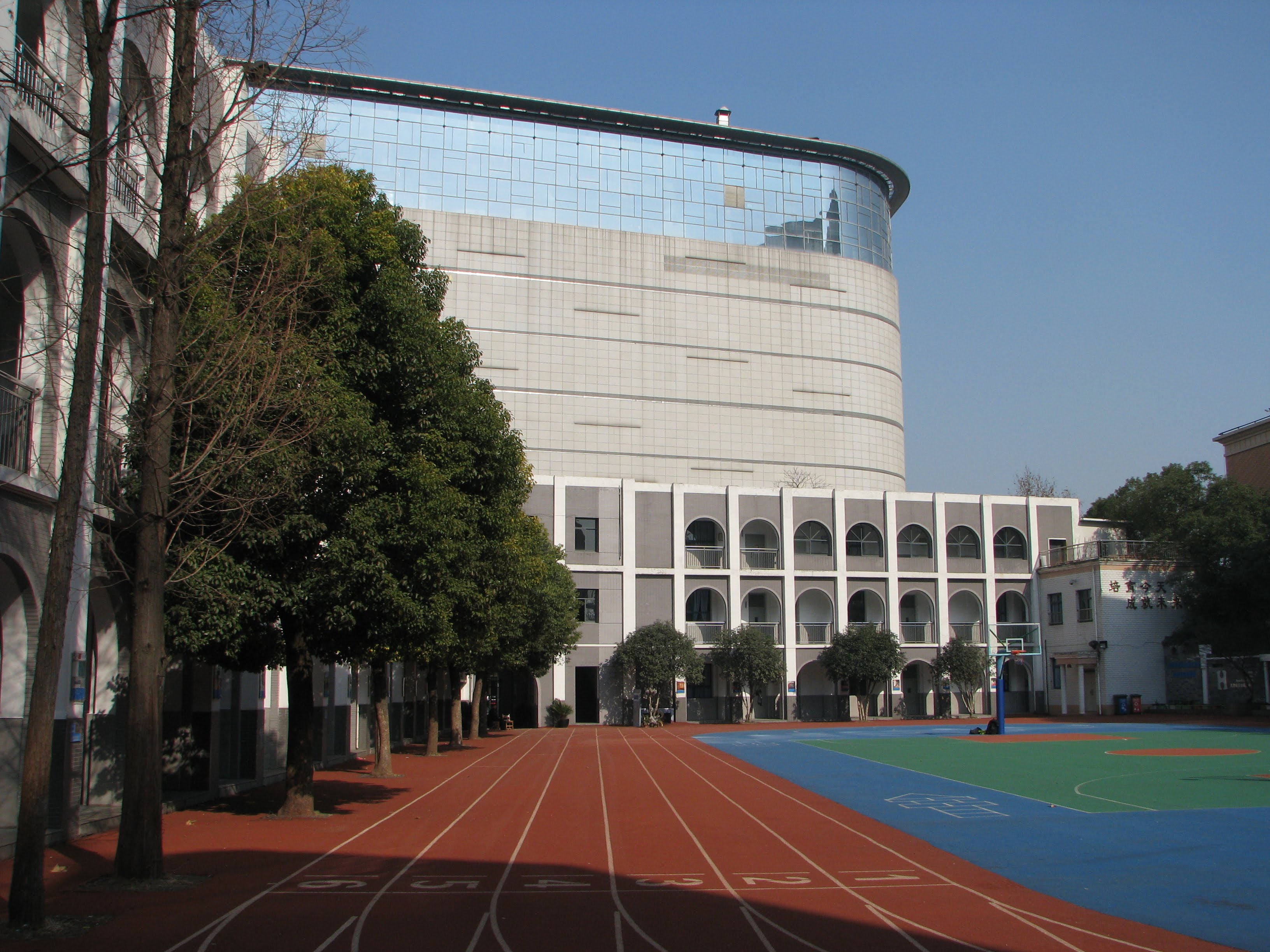